# Zvezda Moskva
Zvezda Moskva, ryska: Звезда Москва, är en ishockeyklubb från Moskva i Ryssland som bildades som farmarklubb till KHL–klubben CSKA under 2015. Det ryska ordet Zvezda betyder stjärna. Inledningsvis spelade klubben i Tjechov p.g.a. platsbrist i CSKA:s ispalats, men sedan säsongen 2018/2019 spelar man i Moskva. Säsongen 2018/2019 vann man VHL, vilket är klubbens största framgång hittills.